# Mil Mi-17
Mi-17 (hay được biết với tên Mi-8MT ở Nga, tên hiệu NATO là "Hip") là một loại máy bay trực thăng của Liên Xô hiện đang sản xuất ở hai nhà máy ở Kazan và Ulan-Ude. Mi-17 là loại máy bay trực thăng vận tải hai động cơ cỡ trung bình và cũng có thể lắp thêm vũ khí vào để thành trực thăng vũ trang hạng nặng. Quân đội Liên Xô trước đây thiết kế Mi-17 cho chiến tranh Xô Viết ở Afghanistan.

## Phát triển

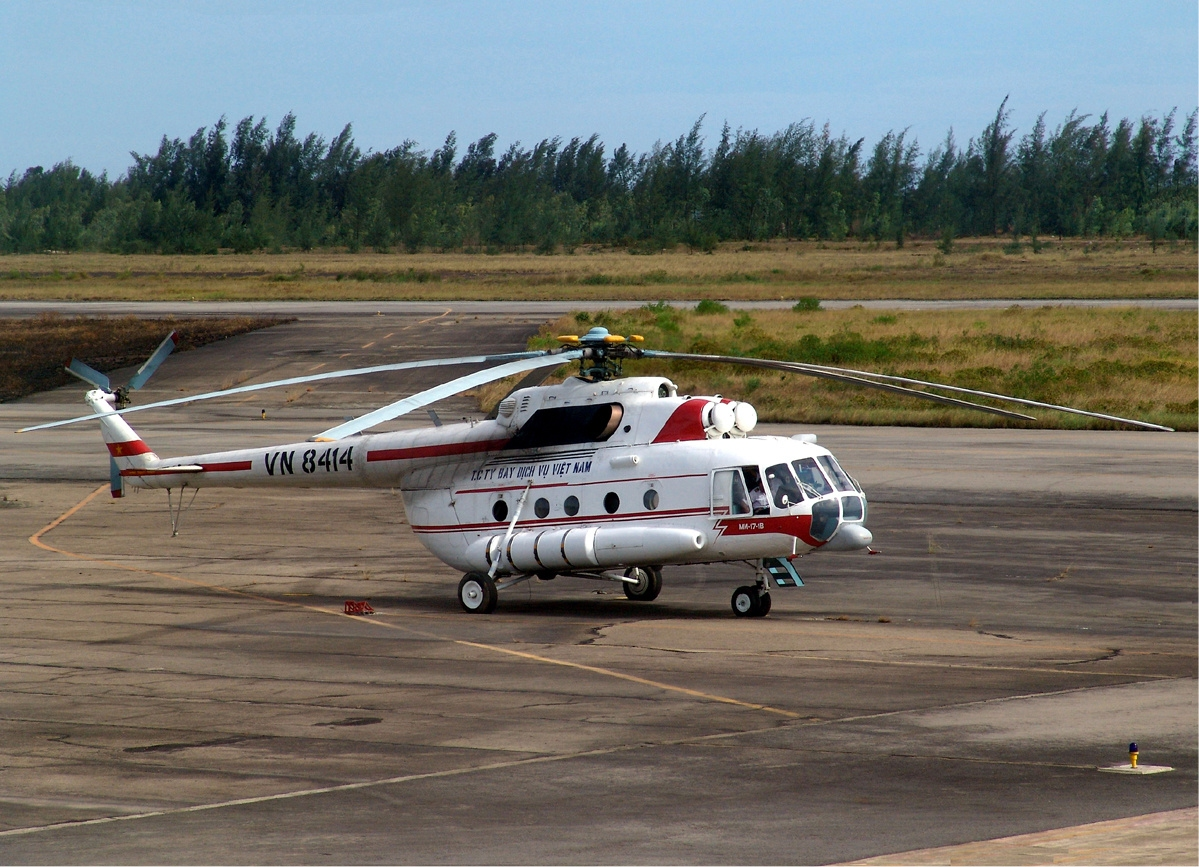
Mil Mi-17 của Công ty Trực thăng miền Nam

Mi-17 được phát triển từ khung máy bay cơ bản của Mi-8, trang bị động cơ lớn hơn TV3-117MT, cánh quạt, và bộ phận truyền động của Mi-14, cùng với những cải tiến thân cho tải nặng. Sử dụng động cơ cho các điều kiện "nóng và cao" là loại kW 1545 (2070 shp) Isotov TV3-117VM. Phiên bản xuất khẩu gần đây sang Trung Quốc và Venezuela để sử dụng ở vùng núi cao dùng động cơ VK-2500 với hệ thống kiểm soát FADEC.
Mi-17 là tên gọi khi xuất khẩu; còn ở trong nước, Nga gọi nó là Mi-8MT. Có thể dễ dàng nhận ra Mi-17 bởi vì nó có đuôi cánh quạt ở phía cửa thay vì bên mạn phải, và lá chắn bụi trước cửa hút gió động cơ. Nắp chụp động cơ ngắn hơn so với TV2 trang bị cho Mi-8, không mở rộng xa tới buồng lái.
Số mô hình thực tế thay đổi tùy theo nhà sản xuất, loại động cơ, và các tùy chọn khác. Ví dụ, mười sáu chiếc mới được sản xuất ở nhà máy Ulan-Ude được sản xuất để chuyển giao cho Không quân Séc trong năm 2005 với động cơ -VM đã được gọi là Mi-171Sh, một sự phát triển của Mi-8AMTSh. Sửa đổi bao gồm một cánh cửa mới lớn ở phía bên phải, cải tiến bởi Không Quân Séc với thiết bị APU, tấm bảo vệ Kevlar xung quanh khu vực buồng lái và động cơ. Tám chiếc có một đoạn đường nối tải vào vị trí của các cửa ra vào vỏ sò bình thường, và sẽ tải một chiếc xe lên đến kích thước của một chiếc SUV.

Hai chiếc Mi-17 của Ai Cập sau khi thả lính trong một bài tập.

Vào tháng 10 năm 2007 trang web defense-aerospace.com cho biết chính phủ Ả Rập Xê Út đã ký hợp đồng mua 150 chiếc Mil Mi-35 và Mi-17 với tổng giá trị 2,2 tỉ USD.
Vào tháng 5 năm 2008, một bản cấp phép sản xuất Mi-17 đã bắt đầu có hiệu lực ở Trung Quốc với sự hợp tác giữa nhà máy trực thăng Nhà máy sản xuất trực thăng Mil Moskva JSC và nhà máy Công ty Hữu hạn Trực thăng cơ Tứ Xuyên Lam Thiên.
Công ty Hữu hạn Trực thăng cơ Tứ Xuyên Lam Thiên ở Thành Đô. Nhà máy đã sản xuất 20 máy bay vào năm 2008, sử dụng công nghệ của nhà máy Ulan-Ude. Nhà máy đạt chỉ tiêu sản xuất 80 máy bay một năm. Các biến thể được sản xuất bởi nhà máy Lam Thiên bao gồm Mi-171, Mi-17V5 và Mi17V7.

## Lịch sử sử dụng

### Các ứng dụng

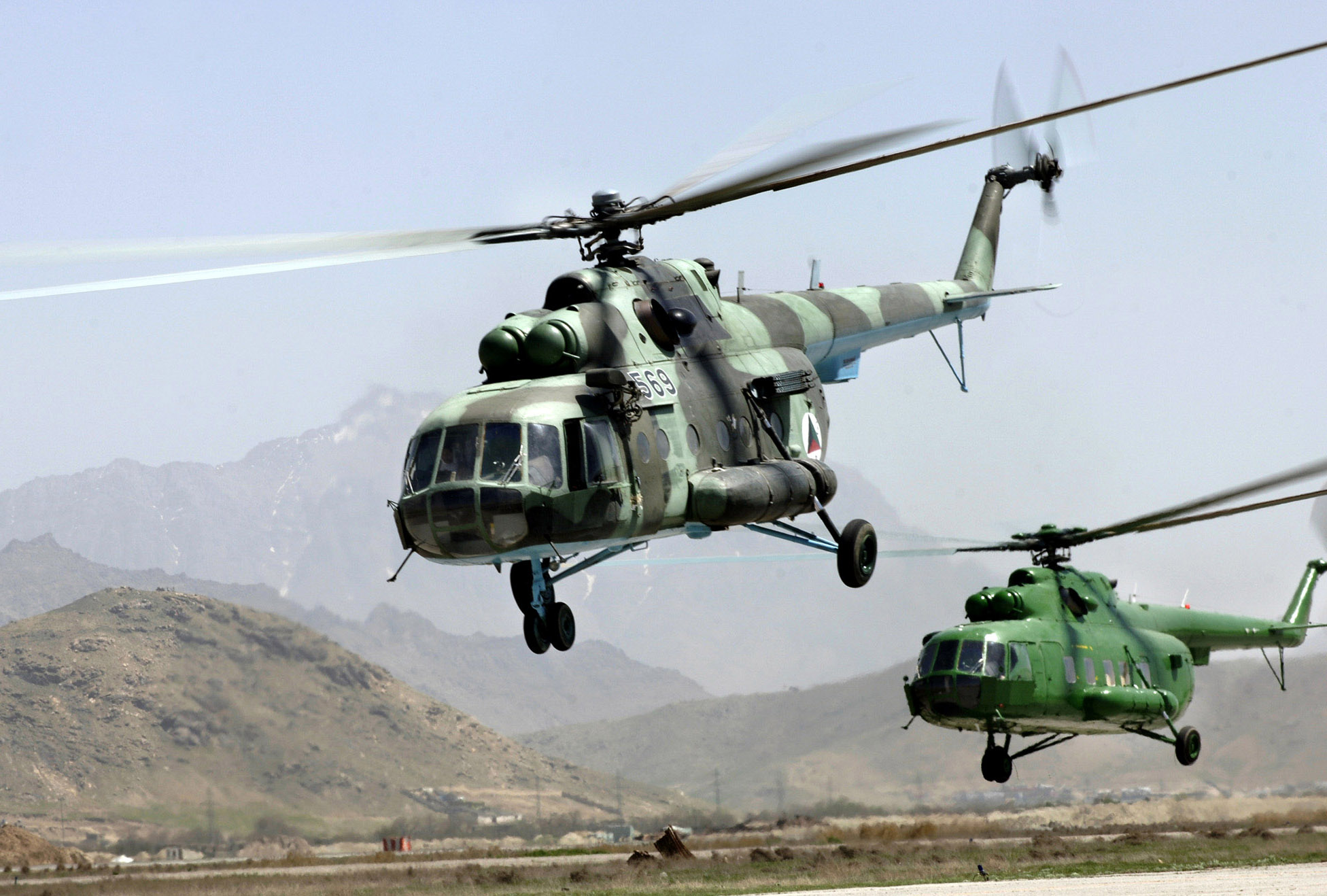
Mi-17 của Afghanistan cất cánh trong một bài tập chiến thuật.

Trong nội chiến Sri Lanka, Mi-17 đã được không quân Sri Lanka sử dụng rộng rãi. 7 chiếc đã bị mất trong khi đang tấn công vào các sân bay.
Mi-17 cũng được quân đội Colombia sử dụng trong phi vụ giải cứu con tin Jaque.
Vào năm 2001, Không quân Macedonia đã sử dụng Mi-17 để trấn áp cuộc nổi dậy của người Albania.
Hải quân México dùng Mi-17 để chống tội phạm ma túy chẳng hạn như xác định vị trí các ruộng trồng cây thuốc phiện.
Quân đội Slovakia với tư cách là thành viên Kosovo Force sử dụng Mi-17 ở Kosovo.

### Các đơn đặt hàng gần đây
Vào ngày 28 tháng 10 năm 2008, Không quân Hoàng gia Thái Lan đã đặt mua 6 chiếc Mi-17 để đạt yêu cầu về số lượng máy bay trực thăng cỡ trung bình. Đây là lần đầu tiên quân đội Thái mua máy bay của Nga thay vì của Mĩ. Flight International dẫn lời phát biểu của quân đội Thái về lý do mua máy bay: "Chúng tôi đã mua 3 chiếc Mi-17 với giá ngang giá của một chiếc UH-60 Black Hawk. Mi-17 cũng có thể chở khoảng hơn 30 lính, trong khi Black Hawk chỉ có thể chở khoảng hơn 13 lính. Đó là lý do chủ yếu dẫn tới quyết định trên."
Vào ngày 15 tháng 12 năm 2008, Defense News thông báo rằng Ấn Độ sẽ mua 80 chiếc Mi-17IV và sẽ được chuyển giao cho Không Quân Ấn Độ từ năm 2010 tới năm 2014. Chúng sẽ thay thế Mi-8s. Một đơn đặt hàng mua 59 chiếc nữa đã được đưa ra vào tháng 8 năm 2010.
Vào ngày 11 tháng 6 năm 2009, có thông tin cho rằng Mĩ cũng chuyển giao khoảng 4 chiếc Mi-17 cho Quân đội Pakistan để phục vụ cho việc chống khủng bố.
Vào ngày 10 tháng 7 năm 2009, có thông tin rằng Chile sẽ đàm phán với Nga để đầu tư cho 5 chiếc Mi-17 dùng cho Không quân Chile mặc dù nhận được sức ép từ phía Mỹ.
Vào ngày 16 tháng 9 năm 2009, Hải quân Mĩ chuyển giao hai chiếc trong số 4 chiếc Mi-17 cuối cùng cho các quân đoàn không quân của Afghanistan. Vào ngày 19 tháng 6 năm 2010, có thông tin rằng chính phủ Mỹ sẽ mua và tân trang lại 31 chiếc Mi-17 từ Nga để cung cấp cho quân đội Afghan.
Phía Mỹ cho biết đang xem xét về việc bổ sung thêm trực thăng vào quân đội Mỹ cho Đội quân đặc biệt sử dụng cho việc di chuyển quân đội. Quân đội Mỹ cũng sử dụng Mi-8 và Mi-17 cho tập luyện, và đã mua thêm máy bay cho phía quân đồng minh ở Iraq, Afghan và Pakistan.

## Tai nạn

### Tai nạn tại Việt Nam
- Lúc 7h45 sáng 7/7/2014, chiếc trực thăng Mi-171 rơi[2] ở khu vực Hòa Lạc cách trung tâm Hà Nội khoảng 40 km về phía tây khi đang huấn luyện bay làm 19 quân nhân tử nạn, 3 người bị thương. Máy bay bị nạn mang số hiệu 01 thuộc Trung đoàn 916, Sư đoàn Không quân 371, Quân chủng Phòng không-Không quân (Việt Nam). Đây là một trong những vụ tai nạn máy bay quân sự nghiêm trọng nhất trong nhiều năm trở lại đây. Cất cánh lúc 7h30 để huấn luyện nhảy dù, đến 7h45 máy bay mất liên lạc và rơi cách sân bay Hòa Lạc khoảng 3 km. Loại trừ yếu tố "phá hoại từ bên ngoài", Trung tướng Võ Văn Tuấn, Phó tổng tham mưu trưởng QĐND Việt Nam, cho biết nguyên nhân do lỗi kỹ thuật. Theo Cục Cứu hộ cứu nạn thuộc Bộ Quốc phòng, chiếc trực thăng bị cháy động cơ trước khi rơi.

## Biến thể

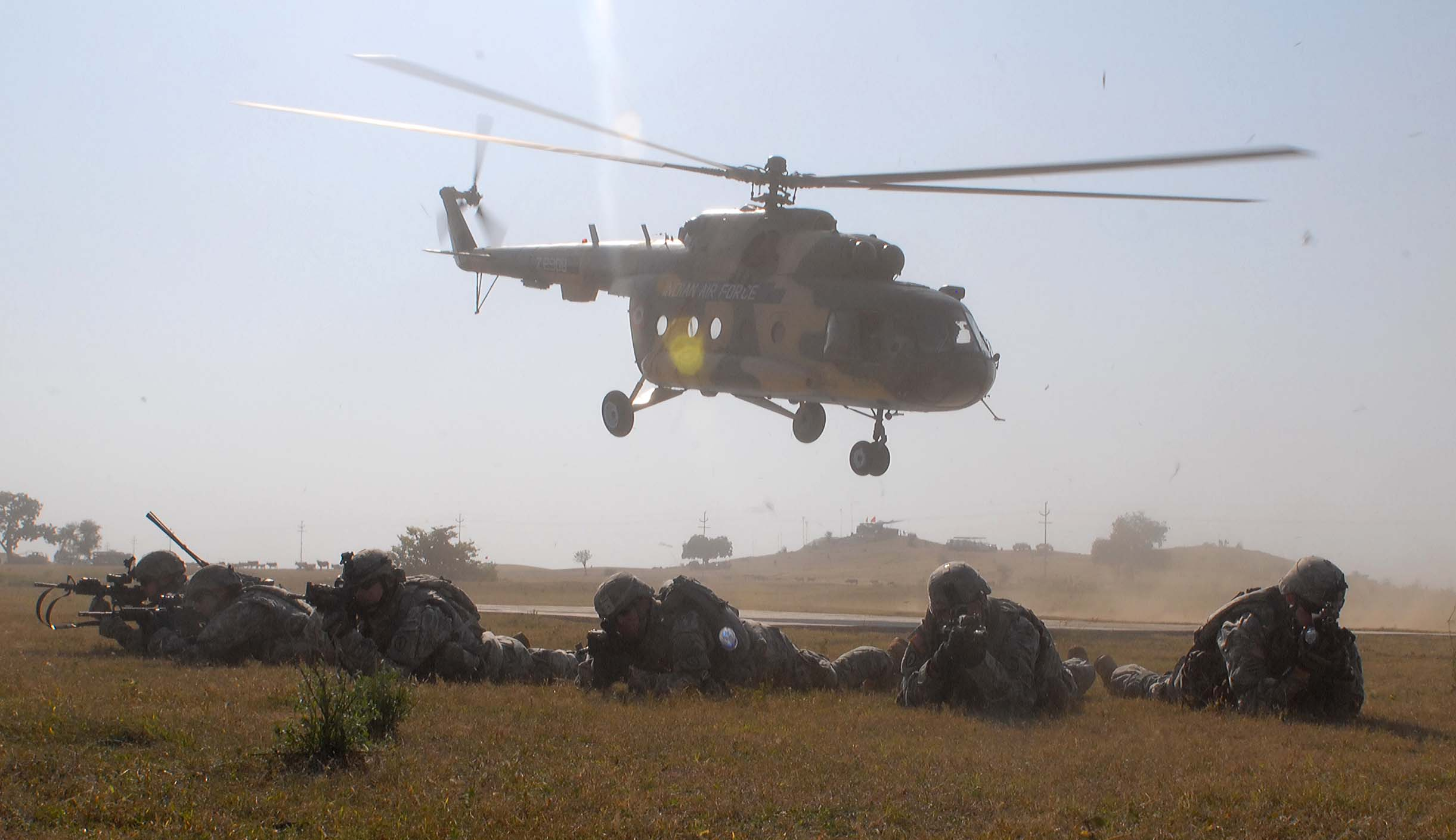
Mi-17 thuộc đơn vị trực thăng 107, Không quân Ấn Độ

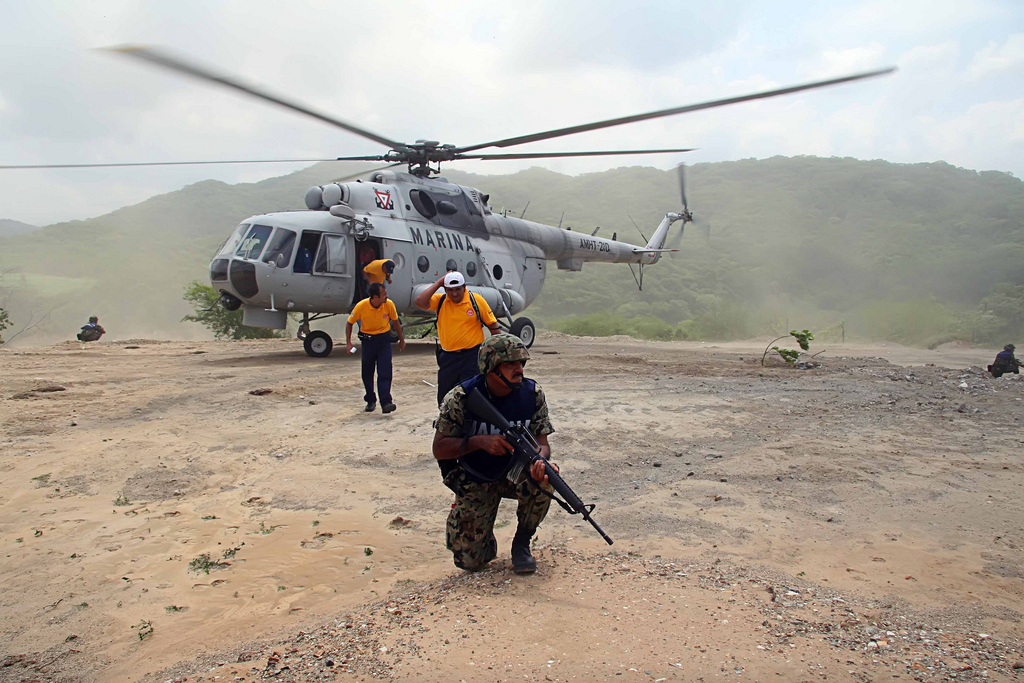
Mi-17 của Hải quân México với radar RDR-1500B Radar bsg FLIR Star SAFIRE II

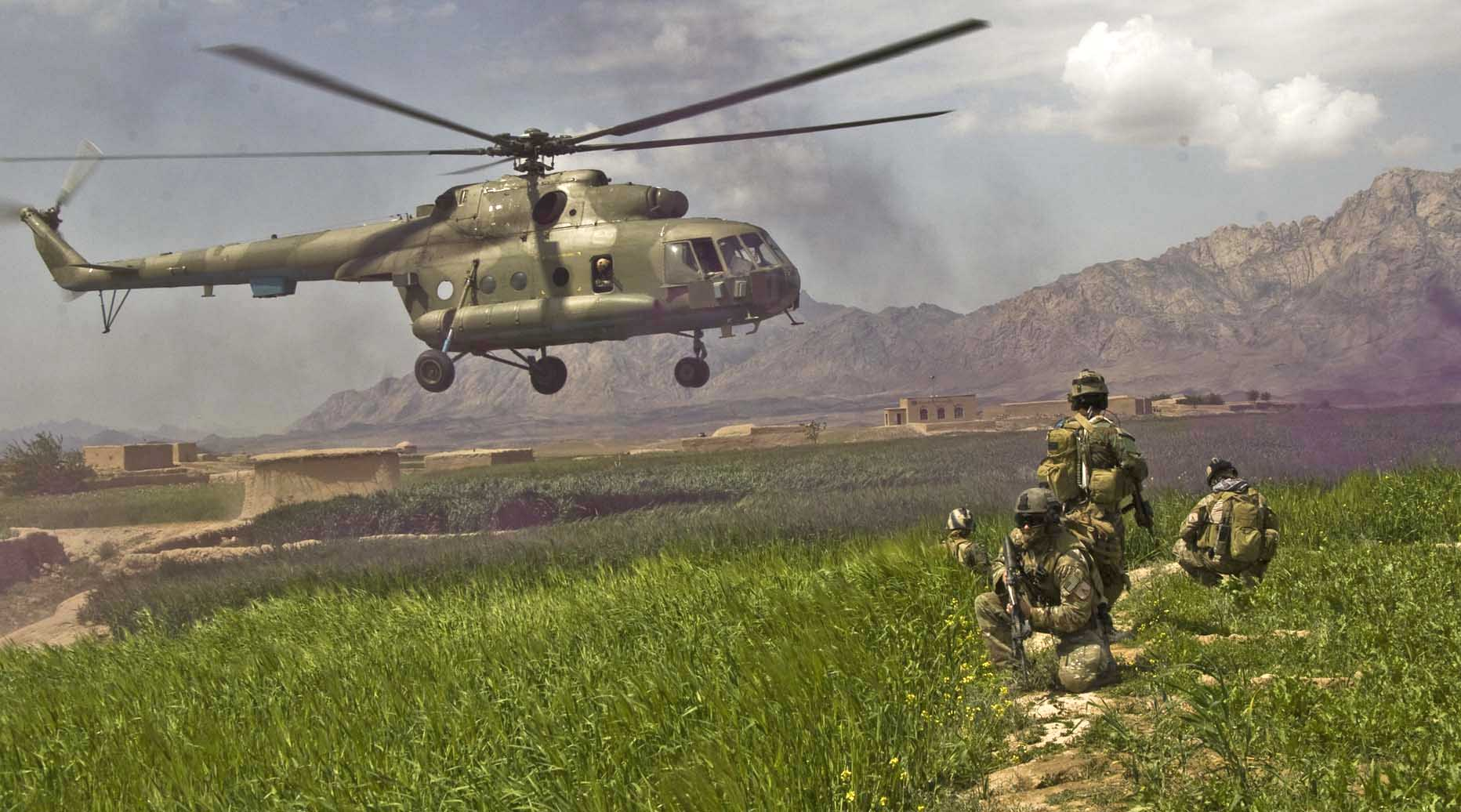
Mi-17 trong huyện Gulistan, tỉnh Farah, Afghanistan

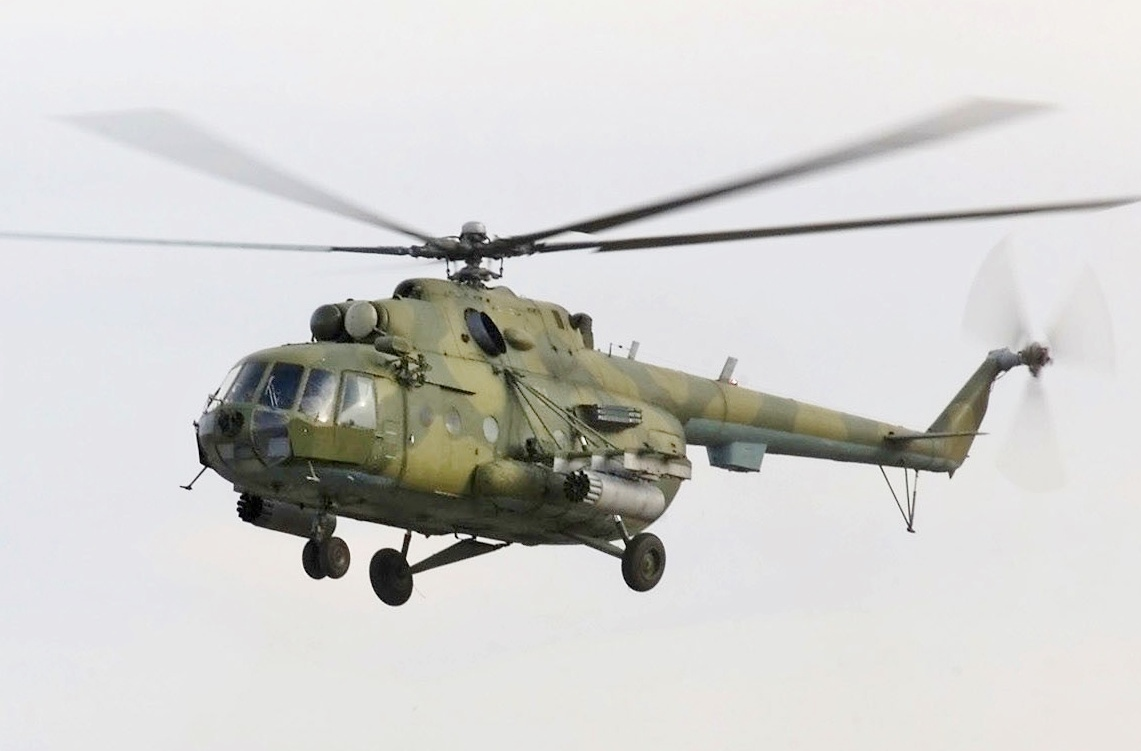
Mil Mi-8MT của Không quân Kazakhstan

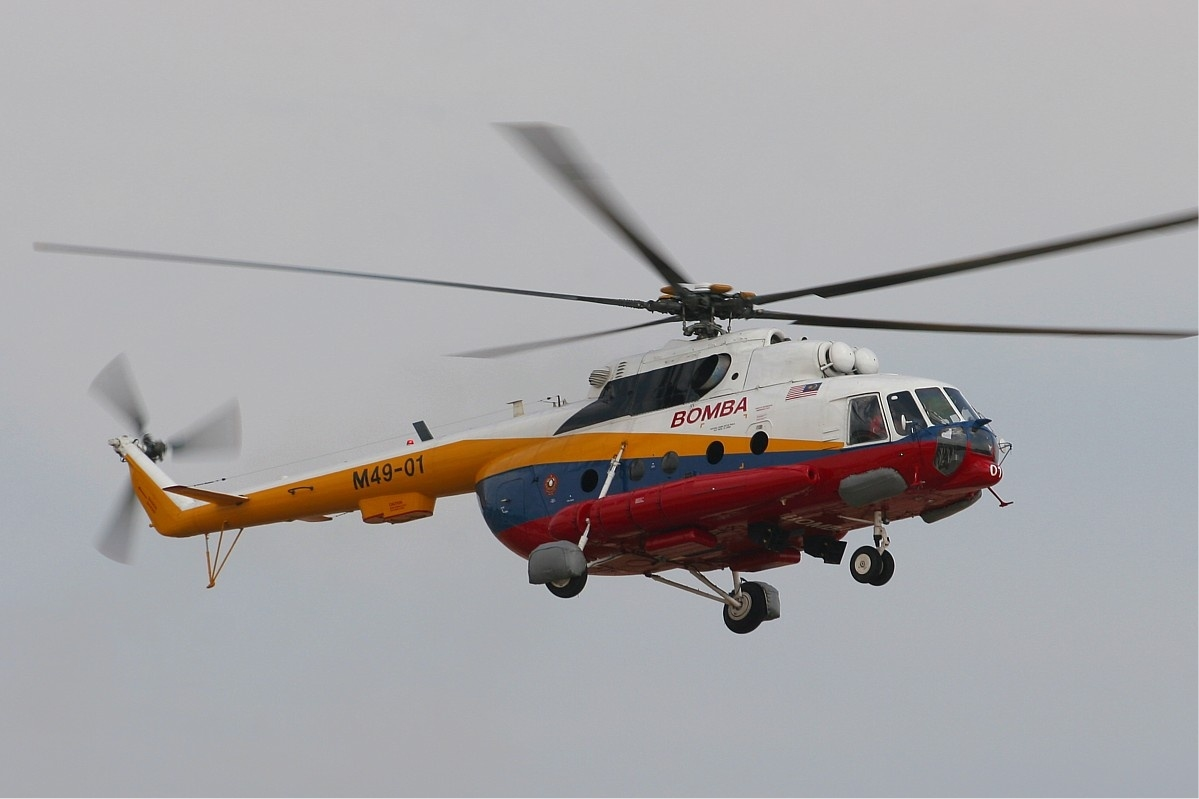
Mi-17-1V của Bộ cứu nạn và cứu hỏa Malaysia

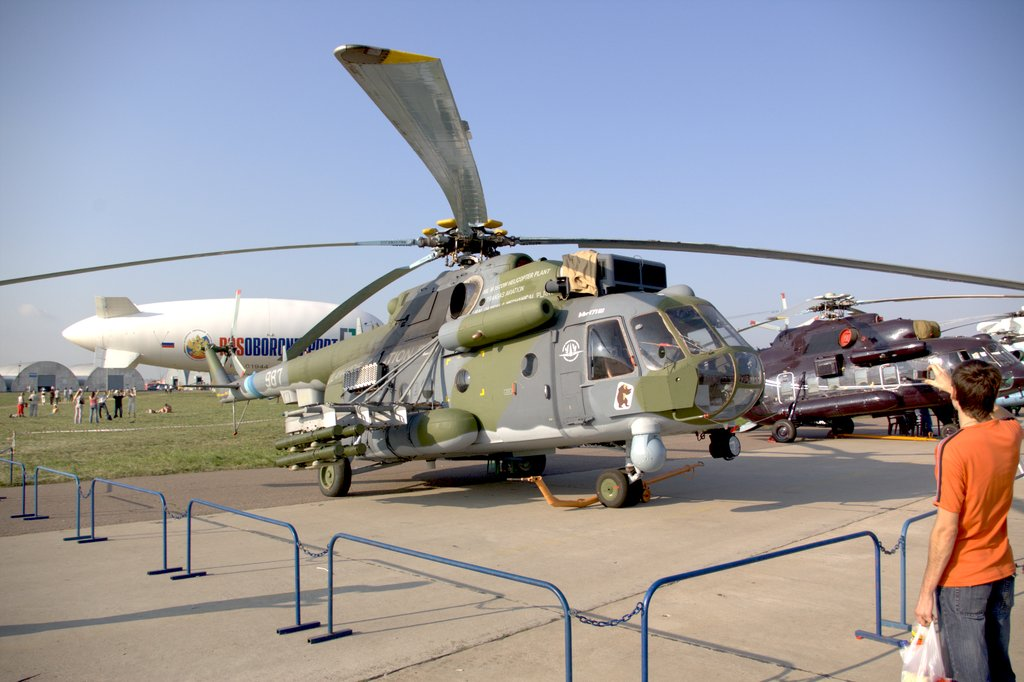
Mi-171Sh

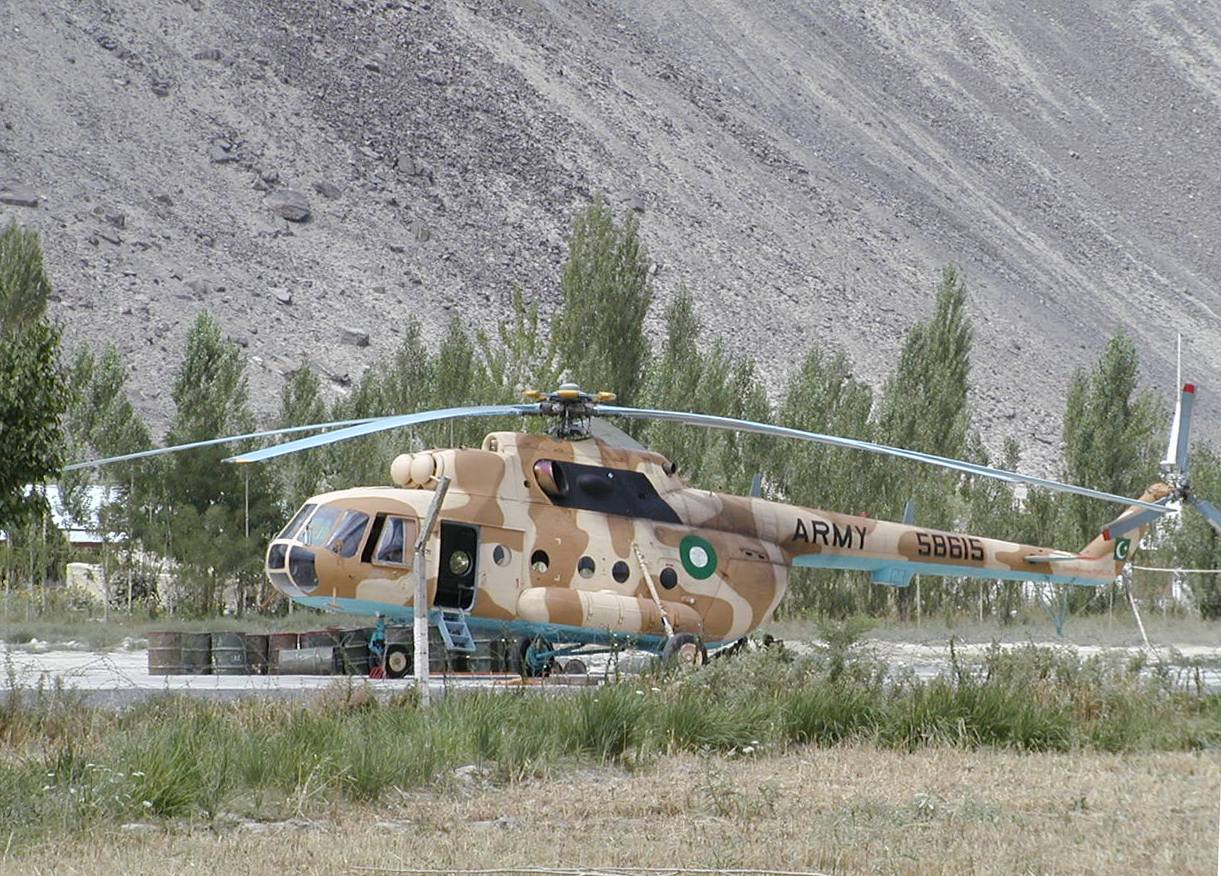
Mi-17 của Lục quân Pakistan

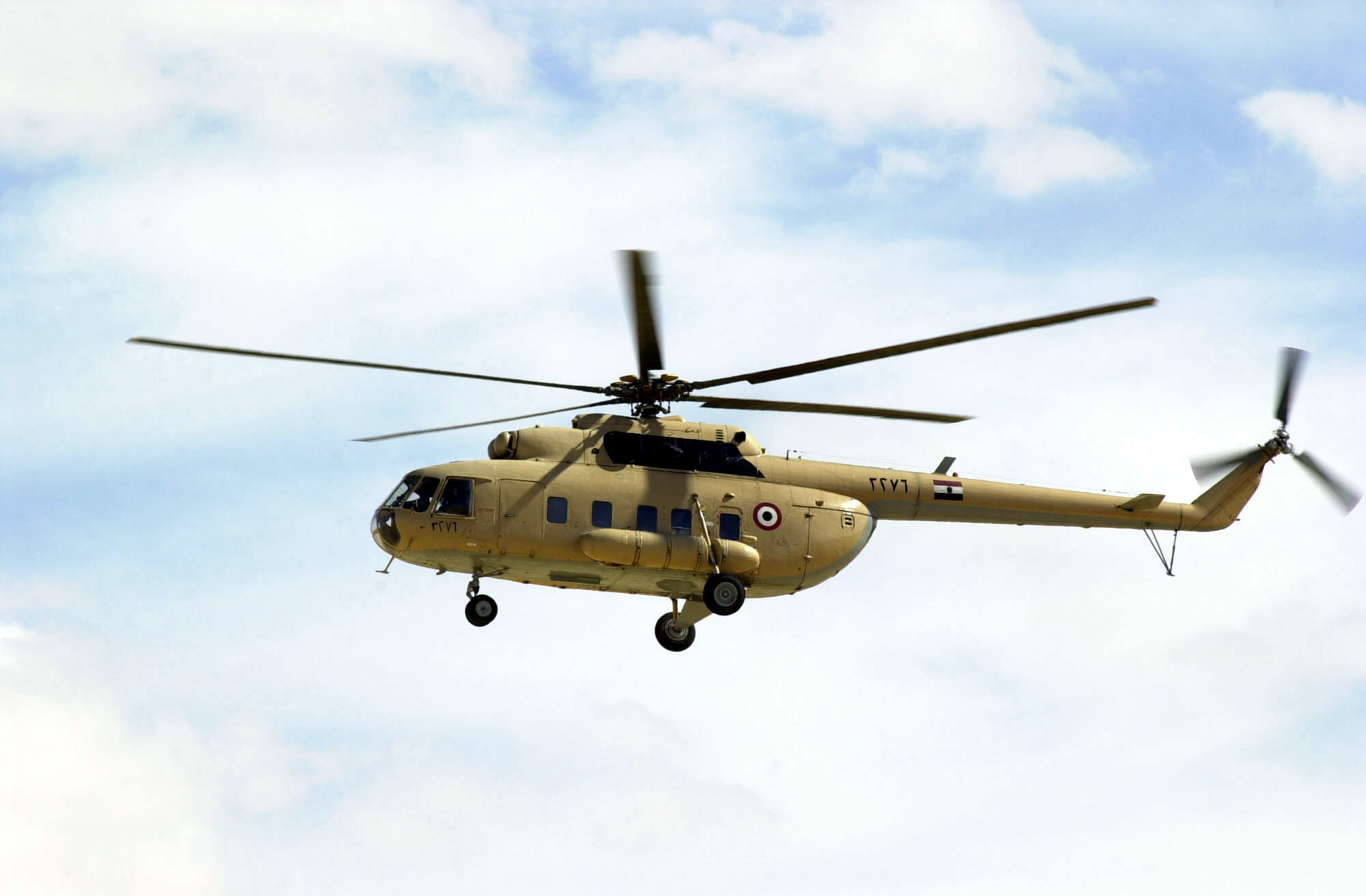
Mi-17 của Không quân Ai Cập

Mi-8AMT
Mi-8AMTSh
Phiên bản vũ trang của Mi-8AMT
Mi-8MT
Phiên bản nâng cấp cơ bản của Mi-8T, lắp 2 động cơ turboshaft Klimov TV3-117MT 1.397 kW (1.874 hp). Phiên bản xuất khẩu có tên Mi-17.
Mi-8MTV
Phiên bản trang bị 2 động cơ turboshaft Klimov TV3-117VM. Có trần bay đạt 6.000 m.
Mi-8MTV-1
Mi-8MTV-2
Mi-8MTV-3
Mi-8MTV-5
Mi-8MTV-5-Ga
Mi-8MTKO
Mi-8MTD
Mi-8MTF
Mi-8MTG
Mi-8MTI (NATO Hip-H EW5)
Mi-8MTPB (NATO Hip-H EW3)
Mi-8MTPSh
Mi-8MTS
Mi-8MTR1
Mi-8MTR2
Mi-8MTSh1
Mi-8MTSh2 (NATO Hip-H EW4)
Mi-8MTSh3 (NATO Hip-H EW6)
Mi-8MTT
Mi-8MTYa
Mi-8MS
Mi-17 (NATO Hip-H)
Mi-17-1M
Mi-17-1V
Mi-17-1VA
Mi-17V-3
Mi-17V-5
Phiên bản xuất khẩu của Mi-8MTV-5. Canada định danh CH-178.
Mi-17M
Mi-17MD
Mi-17KF
Mi-17N
Mi-17P
Mi-17PG
Mi-17PI
Mi-17PP
Mi-17S
Mi-17AE
Mi-17 LPZS
Phiên bản đặc biệt cho các đơn vị SAR (Leteckej Pátracej a Záchrannej Služby) của Slovakia. 4 chiếc được đặt mua.
Mi-17Z-2 "Přehrada"
Mi-18
Mẫu thử.
Mi-19
Phiên bản sở chỉ huy trên không cho sĩ quan bộ binh cơ giới và xe tăng (dựa trên khung thân của Mi-8MT/Mi-17).
Mi-19R
Phiên bản sở chỉ huy trên không, tương tự như Mi-19, dành cho sĩ quan pháo phản lực (dựa trên khung thân của Mi-8MT/Mi-17).
Mi-171
Mi-171C
Mi-171Sh
Phiên bản xuất khẩu của Ulan-Udes Mi-8AMTSh. Cộng hòa Séc và Croatia đặt mua vào năm 2005 và 2007. Không quân Bangladesh cũng sử dụng Mi-171Sh làm trực thăng vũ trang. Peru đặt mua 6 chiếc, giao hàng năm 2011, Ghana nhận 4 chiếc vào tháng 1 năm 2013.
Mi-172

## Quốc gia sử dụng
| Afghanistan Algérie Angola Argentina Azerbaijan Bangladesh Bosnia and Herzegovina Bulgaria Burkina Faso Cambodia Canada Chad Trung Quốc Colombia Cộng hoà Congo Cộng hòa Dân chủ Congo Croatia Cuba Czechoslovakia Czech Republic Djibouti Ecuador Egypt Eritrea | Ethiopia Ghana Hungary India Indonesia Iraq Iran Kazakhstan Kenya Laos Latvia Macedonia Malaysia México Mongolia Myanmar Namibia Nepal Nicaragua Niger Nigeria Pakistan Peru Poland Nga | Rwanda Sénégal Serbia and Montenegro Sierra Leone Slovakia South Sudan Soviet Union Sri Lanka Syria Thailand Turkey Turkmenistan Uganda Ukraine United Kingdom Hoa Kỳ Uzbekistan Venezuela Vietnam Yemen |

## Tính năng kỹ chiến thuật (Mil-17-1V)
Dữ liệu lấy từ Jane's All The World's Aircraft 2003–2004
Đặc điểm tổng quát
- Tổ lái: 3
- Sức chuyên chở: 30 lính hoặc 12 cáng cứu thương hoặc 4.000 kg (8.820 lb) hàng hóa trong thân /5.000 kg (11.023 lb) mang ngoài.
- Chiều dài: 18,465 m (60 ft 7 in)
- Đường kính rô-to: 21,25 m (69 ft 10½ in)
- Chiều cao: 4,76 m (15 ft 7¼ in)
- Diện tích đĩa quay: 356 m² (3,834 ft²)
- Trọng lượng rỗng: 7.489 kg (16.510 lb)
- Trọng lượng có tải: 11.100 kg (24.470 lb)
- Trọng lượng cất cánh tối đa: 13.000 kg (28.660 lb)
- Động cơ: 2 × Klimov TV3-117VM kiểu turboshaft, 1.633 kW (2.190 shp)  mỗi chiếc

 Hiệu suất bay 
- Vận tốc cực đại: 250 km/h (135 knot, 155 mph)
- Tầm bay: 465 km (251 hải lý, 289 mi)
- Trần bay: 6.000 m (19.690 ft)
- Vận tốc leo cao: 8 m/s (1.575 ft/phút)

Trang bị vũ khí

- Lên tới 1.500 kg (3.300 lb) dưới 6 giá treo, gồm bom, rocket và thùng súng gắn ngoài.

## Thông số kỹ thuật (Mil Mi-8MT/Mil Mi-17)
Đặc tính tổng quan
- Kíp lái: 3 (2 phi công và 1 kỹ sư)
- Sức chứa: 30 lính hoặc 12 cáng thương. Tổng trọng lượng 9.000 kg (gồm 4.000 kg bên trong khoang và 5.000 kg trên các điểm treo ở bên ngoài).
- Chiều dài: 18,465 m (60 ft 7 in)
- Chiều cao: 4,76 m (15 ft 7 in)
- Trọng lượng rỗng: 7.489 kg (16.510 lb)
- Trọng lượng có tải: 11.100 kg (24.471 lb)
- Trọng lượng cất cánh tối đa: 13.000 kg (28.660 lb)
- Động cơ: 2 × Klimov TV3 kiểu turboshaft (động cơ cánh quạt), 1,633 kW (2,190 hp) mỗi chiếc
- Đường kính rô-to chính:  21,25 m (69 ft 9 in)
- Diện tích rô-to chính: 356 m2 (3.830 foot vuông)

Hiệu suất bay
- Vận tốc cực đại: 250 km/h (155 mph; 135 kn)
- Tầm bay: 465 km (289 mi; 251 nmi)
- Trần bay: 6.000 m (19.685 ft)
- Vận tốc lên cao: 8 m/s (1.600 ft/min)

Vũ trang
- Có thể mang 1.500 kg vũ khí tại 6 điểm treo bên ngoài gồm rốc két 57 mm, bom và tên lửa chống tăng ATGM 3M11 Falanga (AT-2 Swatter).